# Alsing Andersen

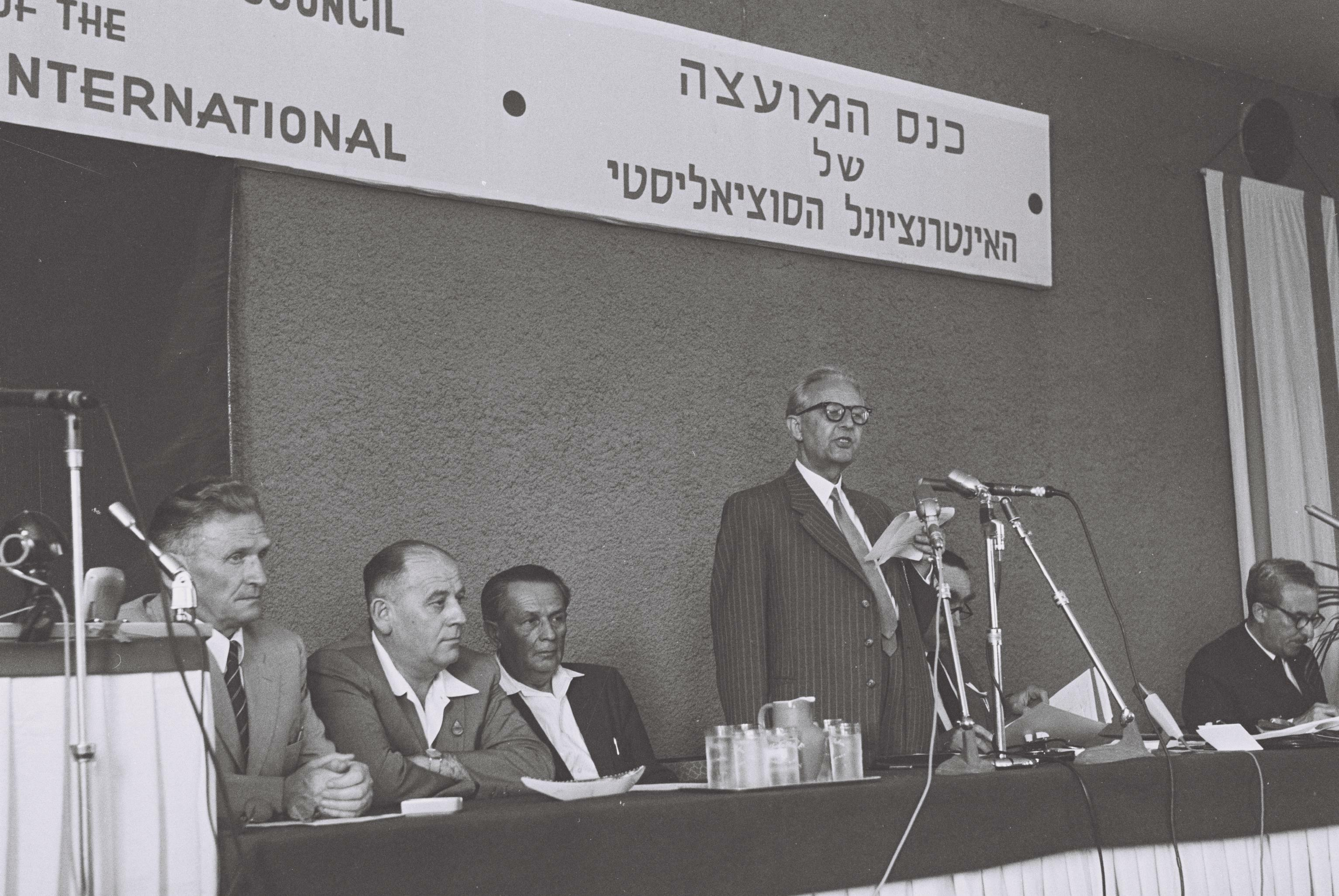
Alsing Andersen vid Socialistiska internationalens Råd i Haifa, 1960.

Alsing Emanuel Andersen, född den 5 februari 1893 i Köpenhamn, död den 5 december 1962, var dansk politiker och minister. Han var son till rådman och folketingsledamot Frederik Andersen, som han efterträdde inom ledningen för Socialdemokraterne.

## Biografi
År 1917 tog Andersen en akademisk examen med engelska som huvudämne och samma år blev han Staunings sekreterare, då denne hade behov av en språkkunnig medarbetare som kunde stödja honom  i hans internationella arbete som under första världskriget fick en framträdande plats i danska socialdemokratins politik. 
Alsing Andersen blev invald i Folketinget för Socialdemokraterna den 24 april 1929 och var försvarsminister åren 1935–1940. Efter andra världskriget blev han kritiserad för det svaga motståndet mot den tyska invasionen den 9 april 1940. Denna kritik var dock inte helt berättigad eftersom besluten främst kom från Stauning och utrikesminister P. Munch. Andersen blev utnämnd till inrikesminister i november 1947, men satt på den posten endast tio dagar på grund av stort folkligt motstånd mot hans kritik av motståndsrörelsen under kriget.